# Woods Coffee
Woods Coffee est une chaîne de cafés du Nord-Ouest Pacifique possédant 18 cafés dans l'État de Washington : 13 dans le comté de Whatcom, deux dans le comté de Skagit et trois dans le comté de King. Woods Coffee a été fondée à Lynden en 2002. 

## Histoire
Woods Coffee a été créé en 2002 par la famille Herman à Lynden, dans l'État de Washington. 
Au début de 2005, Woods Coffee a mis à jour son programme de fidélisation de la clientèle, qui impliquait auparavant des cartes papier perforées au moment de l'achat. Le nouveau système utilise une identification par radiofréquence  (RFID) intégrée dans des cartes en plastique pouvant être transportées dans un portefeuille ou sur un porte-clés. Le système RFID s'appelle SpeedBean ; en 2007, alors que Woods Coffee exploitait six cafés, ce système représentait environ 7 500 cartes et 40% des clients. Les cartes étaient réapprovisionnées automatiquement par des fonds prélevés sur le compte bancaire ou la carte de crédit du client. Le système représentait 26% de toutes les transactions en 2007 et il a été déterminé que les clients utilisant le système RFID dépensaient 22% de plus que les clients payant en espèces. 
En octobre 2008, la Chambre de commerce et d'industrie de Bellingham/Whatcom a choisi Woods Coffee comme « entreprise verte » de l'année. Deux mois plus tard, le  numéro annuel de récompenses du Bellingham Herald a nommé Woods Coffee le meilleur café local. Cela a aussi été le cas l'année suivante. 
En janvier 2011, Woods Coffee a ouvert sa propre boulangerie et introduit une gamme de viennoiseries « maison » après s'être rendu compte que l'externalisation de la boulangerie ne permettait pas de maintenir  la qualité de produits équitables de ses produits, notamment ses sandwichs et ses viennoiseries. 
En janvier 2014, Woods Coffee a commencé à servir son propre café torréfié sur place et en avril 2016 elle a ouvert Woods Coffee Roastery, une salle de torréfaction et de dégustation publique, qui comprend un bar à café filtre et un système d'extraction à froid de 300 gallons (1135 litres).

## Emplacements
Le premier café de Woods Coffee a été ouvert près de Bender Fields à Lynden, dans l'État de Washington. 
En 2015, Woods Coffee a annoncé qu'il prévoyait son premier magasin au Canada : celui-ci a ouvert en juillet 2016 à Tsawwassen Springs à Delta en Colombie-Britannique. 
Un magasin ouvert en 2016 à Bellevue a été le premier de la chaîne dans le comté de King. 

## Controverse

Le Flatiron Building de Bellingham en 2015. L'enseigne de Woods Coffee est visible au rez-de-chaussée à l'angle.

En 2011, le fondateur Wes Herman a annoncé son intention de faire ériger une sculpture en face de leur magasin du Flatiron Building (en) de Bellingham. La sculpture a été choisie grâce à un concours communautaire : elle devait représenter « un gobelet versant du café sur le trottoir ». Certains résidents de la ville se sont opposés à ce projet, principalement en raison de préoccupations environnementales concernant la représentation d'un gobelet jetable et portant le logo de la marque. Les représentants de la ville ont d'abord accepté l'idée de manière informelle, mais une enquête plus sérieuse a montré que l'emplacement choisi était plus petit qu'on ne le pensait au départ et qu'il aurait du mal à être approuvé par le service d'urbanisme. « Nous avons eu des réponses à la fois positives et non positives, et le groupe non positif a été le plus bruyant », a déclaré Herman, notant que ce n'était pas ce qu'ils voulaient lorsqu'ils avaient créé le concours de design. Herman a déclaré qu'il souhaitait toujours faire quelque chose pour soutenir le quartier des arts de Bellingham. 